# Raul Soares
Raul Soares, amtlich portugiesisch Município de Raul Soares, ist eine Stadt in Minas Gerais, Brasilien. Sie liegt östlich 230 km von der Hauptstadt Belo Horizonte entfernt. Die Bevölkerungszahl wurde zum 1. Juli 2019 auf 23.762 Einwohner geschätzt, die auf einer Gemeindefläche von rund 763,4 km² leben und Raul-Soarenser (raul-soarenses) genannt werden. Sie steht an 146. Stelle der 853 Munizips des Bundesstaates.

## Namensherkunft
Sie wurde nach dem Politiker Raul Soares de Moura benannt.

## Gemeindegliederung
Der Ort ist in sechs Distrikte (Sitz Raul Soares, Bicuíba, Santana do Tabuleiro, São Sebastião do Óculo, São Vicente da Estrela und Vermelho Velho) und zwei Siedlungen (Cornélio Alves und Capitão Martins) gegliedert.

## Söhne und Töchter der Stadt
- Juarez Bomfim Tavares (* 1965), Tänzer, Choreograph und Tanzpädagoge